# TBS NEWS (CS放送)
TBS NEWS（ティービーエス ニュース）は、TBSテレビが運営するニュース専門放送局である。

## 概要

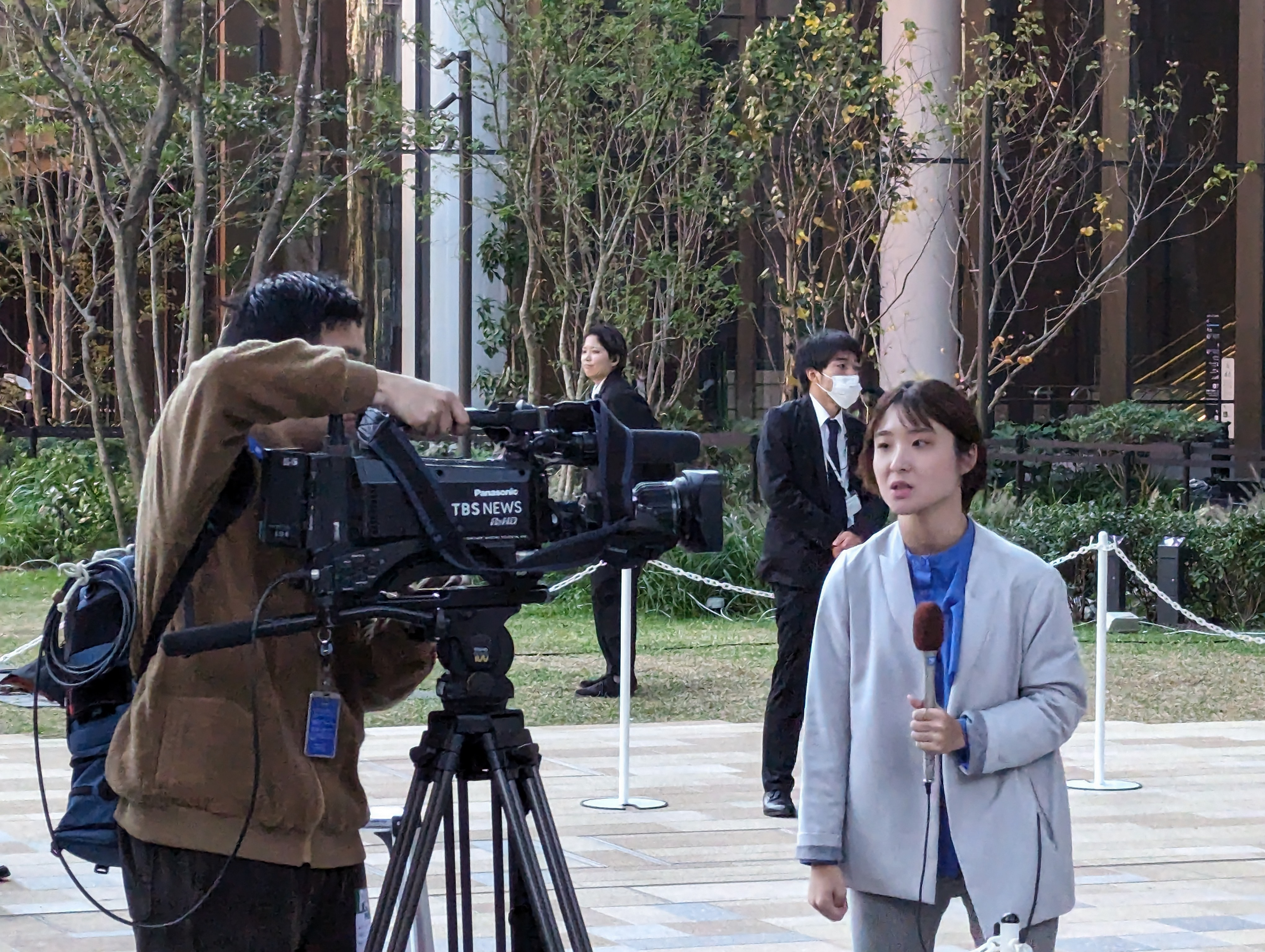
TBSリポーター

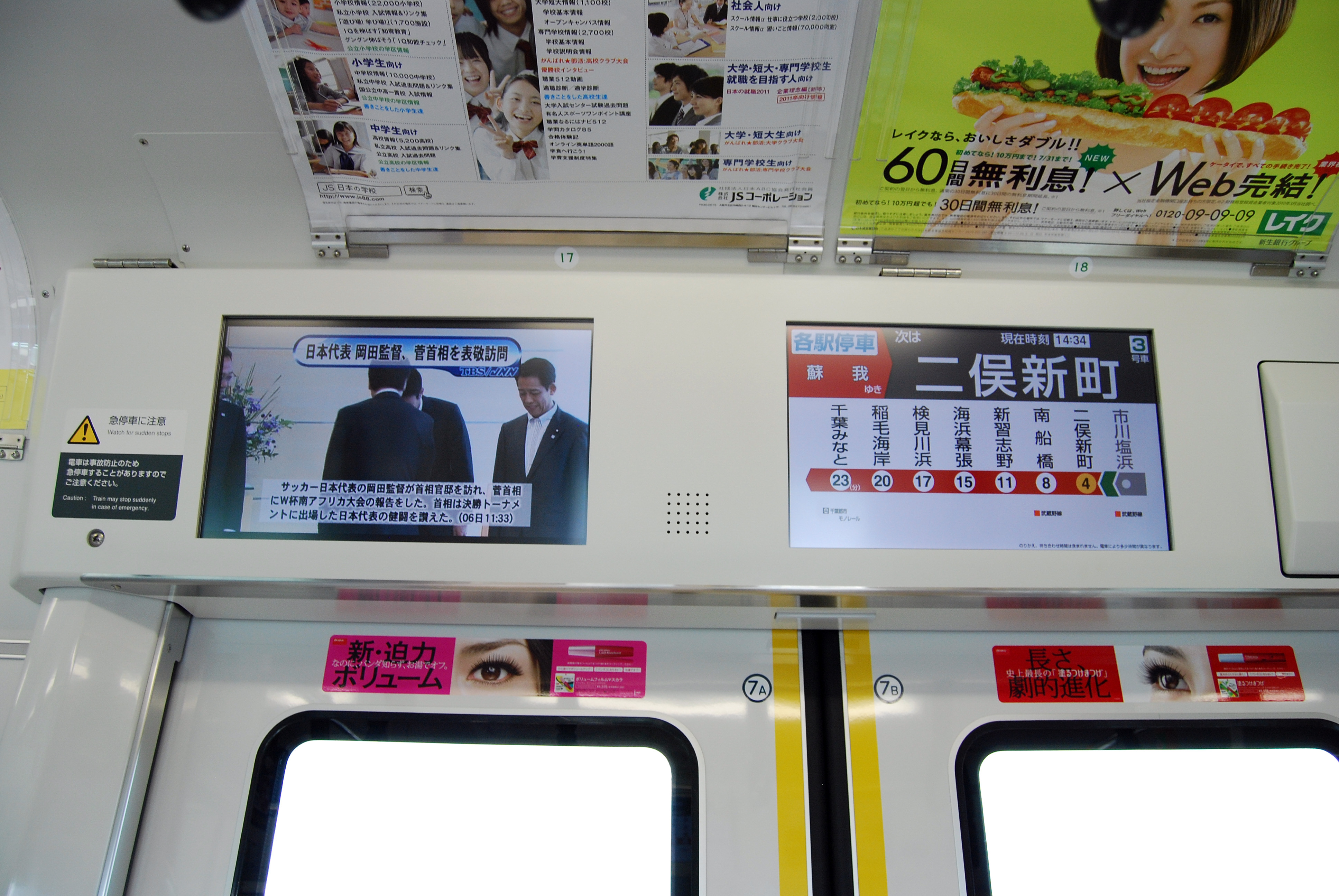
JR京葉線E233系5000番台のトレインチャンネルでの上映風景（左側の液晶モニタ）

国内外に展開するJNNの豊富な取材網を活用し、速報性を重視したニュースを積極的に放送している。
スカパー!（東経110度CS放送）・スカパー!プレミアムサービス・スカパー!プレミアムサービス光や、各地のケーブルテレビなどに加入すると視聴できる。
2009年10月より、スカパー!HD（現在のスカパー!プレミアムサービス）ではニュース専門チャンネルとしては初となるハイビジョン放送を開始した。理由としては当時、プロ野球中継を行うためであった。スカパー!の「プロ野球セット」にも組み込まれていた。ハイビジョン放送開始後も2013年9月までは一部映像（主に録画放送時）に16:9(1.78:1)の標準画質が混在していた。
後述のように2014年5月にプロ野球中継は一旦廃止となり、スカパー!の「プロ野球セット」から外れたのは勿論、一部のケーブルテレビ局でもニュースバードから中継を引き継いだTBSチャンネル2に切り替える動きがあった。
全国のJNN系列局やBS-TBSで深夜帯を中心にフィラーとして放送されている。JR東日本の車内放送『トレインチャンネル』及び羽田空港国内線搭乗待合室モニターや大日本印刷との提携による大学生協向けのデジタルサイネージ『キャンパスTV』にも動画ニュースを提供している。
基本的に専用のスタジオから、1名から2名のキャスターが交代で24時間ニュースを伝える。キャスターは主に当チャンネル専属の人物だが、TBSアナウンサーが持ち回りで出演するときもある。多くのニュース項目は、地上波の各報道番組で放送された項目を録画・編集したものだが、緊急時は生放送で回線接続する場合がある。
アメリカ・CBSテレビとの提携を活かし、同局のニュースやドキュメンタリー番組などを生放送・時差放送している。
毎日新聞（朝刊）の第2TV&ラジオ面に番組表が掲載されている（大阪・西部両本社版対象地域全域を含む一部の地域を除く）。
スポットCMは他のCS放送同様、自動車保険関連や健康食品などの通信販売関連が大半を占めている。TBSチャンネル1・2でも頻繁に流れているブシロードのCMがニュース専門チャンネルでは珍しく放映されている。この他、TBSチャンネル1・2と同様、TBS関連会社の通信販売会社TBSグロウディア（旧・グランマルシェ）のテレビショッピングも頻繁に流れている。テレビショッピングは長年のあいだ元TBSアナウンサーの山本文郎が案内役を務めていたが2014年2月に死去し、後は案内役抜きで放送され、山本の後輩で元TBSアナウンサーの生島ヒロシが案内役を務めた。またTBSチャンネルやBS-TBSの番組宣伝もスポットCMとして流れている。

## 沿革
- 1998年（平成10年）4月1日 - 『JNNニュースバード』の名称で、パーフェクTV!（現・スカパー!プレミアムサービス・標準画質、258ch）とディレクTVにて放送を開始。当初、インカムをつけた鳥のキャラクターが使用されていた。
- 1999年（平成11年）4月 - TBSでの同時放送を開始。当初はプロモーション目的で、早朝の15分間の放送だった。
- 2000年（平成12年）9月30日 - ディレクTVでの放送を終了（サービス自体も終了）。
- 2002年（平成14年）4月 - BS-i（現在のBS-TBS）での放送を開始（同局が制作していた『i-NEWS』と統合）[注 4]。
- 2003年（平成15年）4月 - スカイパーフェクTV!2（現・スカパー!、Ch.CS162）での放送を開始。
- 2005年（平成17年）8月 - スカイパーフェクTV!2でのチャンネル番号がCh.CS351に変更。
- 2006年（平成18年）
  - 4月1日 - チャンネルの名称を『TBSニュースバード』に変更。
  - 7月1日 - ステーションロゴを変更。
- 2008年（平成20年）
  - 4月 - プロ野球・横浜ベイスターズ（当時）の全主催ゲーム及び一部のオープン戦の生中継を開始。
  - 8月 - 視聴可能世帯数が500万を突破。
- 2009年（平成21年）
  - 9月21日 - ハイビジョン制作に移行し、画面比を16:9化[注 5]。ステーションロゴも変更。
  - 10月1日 - スカパー!HD（当時）にて、ハイビジョン放送を開始。
- 2010年（平成22年）
  - 3月1日 - ひかりTVにて放送開始（TBSチャンネルと同日）。これにより、視聴可能世帯数が600万を超える[注 6][2][3]。
  - 5月1日 - スカパー!プレミアムサービス光にてハイビジョン放送を開始。
  - 10月1日 - JCN（当時）にてハイビジョン放送を開始[注 7]。
  - 10月8日 - J:COMにてハイビジョン放送を開始。
- 2011年（平成23年）
  - 3月11日 - 東北地方太平洋沖地震（東日本大震災）発生。数日間にわたり、特別態勢を敷いた（詳細は後述）。
  - 5月 - 視聴可能世帯数が700万を突破。
- 2012年（平成24年）4月1日 - NOTTVの『NOTTV NEWS』にて、プロ野球シーズンイン期間に限り、24時間同時放送を実施[4][注 8]。
- 2013年（平成25年）
  - 4月1日 - スカパー!（全サービス）における視聴料金を改定。390円（月額・消費税込み）に値下げ[1]。
  - 6月30日 - スカパー!プレミアムサービス光の標準画質放送を終了し、ハイビジョン放送に完全移行した。
  - 12月9日 - プロ野球・横浜DeNAベイスターズの全主催ゲームの生中継について、2014年シーズンよりTBSチャンネル2への移行を発表[5]。
- 2014年（平成26年）
  - 5月28日 - 横浜DeNAベイスターズ主催ゲームの生中継を終了。最終日の中継はvsソフトバンク戦。4月から2ヶ月間は一部の試合を除きTBSチャンネル2とサイマル放送[6]。よって、ニュースバードでのスポーツ中継はしばらく休止。
  - 5月31日 - スカパー!プレミアムサービス・標準画質（Ch.SD258）での放送を終了[1]。
  - 6月30日 - NOTTVのチャンネル構成再編に伴い、『NOTTV NEWS』のサービスが『NOTTV4』に移行するとともに、同チャンネルへは連日午後の3時間程度の配信に変更[注 9][7]。
- 2015年（平成27年）
  - 3月 - プロ野球・千葉ロッテマリーンズの全主催ゲーム及び一部のオープン戦の生中継を開始（2017年まで）[8]。
  - 3月31日 - 『NOTTV4』の廃止に伴い、『NOTTV1』での土・日曜早朝のみの放送に縮小[7][9]。
- 2016年（平成28年）
  - 3月 - NOTTVでの同時放送が終了[注 10]。
  - 12月1日 - スカパー!プレミアムサービスの衛星一般放送事業者が、スカパー・ブロードキャスティングからスカパー・エンターテイメントに変更。
  - 12月12日 - J:COMオンデマンドのスマートフォンアプリ向けに「TBSニュースバードEverywhere」の配信開始[10]。
- 2017年（平成29年）10月17日 - Yahoo!ニュース（Yahoo! JAPAN）向けに「TBSニュースバードEverywhere」の配信を開始[11]（一部権利関係で、差し替えはあるが無料で配信されている）。
- 2018年（平成30年）
  - 1月30日 - NTTドコモの映像配信サービス「dTVチャンネル」向けにもTBSニュースバードEverywhereの配信をTBSオンデマンドチャンネルとともに開始[12]。
  - 2月12日 - ステーションロゴ及びテロップを「JNN NEWS」（2017年10月以降）と同じものに変更[注 11]。
  - 9月26日 - スカパー!での放送を標準画質からハイビジョン画質に、チャンネルの名称を現在の『TBS NEWS』に変更。字幕放送を開始。
- 2020年（令和2年）
  - 4月1日 - TBSのグループ会社で用いるコーポレートロゴが一新され、当局もそれに合わせたロゴに変更[注 12]。
  - 4月 - Amazonプライム・ビデオ向けにTBS NEWS（旧・TBSニュースバードEverywhere）の配信を開始。当面の間はAmazonの会員に無料で公開する[13]。
- 2021年（令和3年）
  - 3月29日 - L字型画面を一部時間帯で導入。下面にはTBS NEWSのTwitterがつぶやいたニュースを流している。
- 2022年（令和4年）
  - 3月31日 - dTVチャンネルのサービス終了に伴い、同サービスでの番組配信も同日付で終了した[14]。
  - 4月18日 - JNNのニュースサイト「TBS NEWS DIG Powered by JNN」の提供開始に伴い、同日から同サイトでの番組配信を開始[15]。

## 番組について
5:00を基点とする24時間放送。かつて月 - 金曜日は時期により4:00、4:30、4:45のいずれかの時間帯を起点としていた。祝日も、年末年始を除いて通常シフトに準ずる。一部を除いて、番組自体は30分単位だが、内容は10分ごと（0時から6時までは15分ごと）のパートで区切られている。CMは毎時28分、58分から2分間挿入される（開局から約5年間はなし）。番組の進行によっては、CMの開始までに空きが生じることがあり、その場合は天気予報やニュース項目の一覧（背景はお天気カメラ）、もしくはチャンネルのロゴマークをあしらったフィラー映像を流して調整する。パートの区切りは2013年3月までは、終日15分ごととなっていた。
各ニュース番組は、2時間 - 4時間前後の枠になっており、原則初回の30分は生放送、残りの時間はその再放送であるが、時間帯により、一部内容を入れ替える。新規のニュースや続報が入った場合も、適宜内容を新しいものに更新し、再構成したものを放送する（更新の場合、一部のパートを生放送に切り替えることもある）。大きな事件や事故、災害のニュースが入った時は随時速報（録画放送時は生放送に切り替える）するほか、TBS発、JNNおよび系列局制作の報道特別番組を地上波と同時放送する場合がある（場合によってはBS-TBSでも。CMは差し替え、お天気カメラ映像に「引き続き、（放送局名）制作　（番組名）をお送りします。」のテロップを付加）。
地震報道については原則震度4以上の場合は即座にブレイキング（速報）に切り替える。
画面下の項目テロップのうち、JNN系列の地方局が取材したニュースは当該放送局の略称ロゴが表記される。
月1回程度、主に月曜日の深夜から未明にかけて、メンテナンスにより放送休止となる。かつては一時期メンテナンス中のデータ放送が利用出来なかったが、現在は、「スカパー!」他チャンネルと同様の『スカパー!みてみてサポーターのご案内』が利用できる。

### 基本構成
（オープニングの画像は時間により放送されない場合もある。オープニング後、毎時00分は「TBSニュースです。この時間のニュースをお伝えします…」、毎時30分は時間帯により左記か、「TBSニュースがお伝えしています…」とアナウンスしている。ただし、TBSテレビがサイマルする早朝のみ「おはようございます、（⚪︎月⚪︎日⚪︎曜日）TBSニュースです。この時間のニュースをお伝えします…」か「おはようございます、（⚪︎月⚪︎日⚪︎曜日）TBSニュースがお伝えしています…」とあいさつするほか、たとえ途中であっても、TBSテレビの開始に合わせて挨拶を入れる。また、早朝枠に限りCMの前に「（お知らせの後も）引き続きTBSニュースがお伝えします」、終了前に「ここまでTBSニュースがお伝えしました。」の挨拶がある。）
早朝の時間帯
平日
毎時00分・30分／オープニング、ニュース・パート1
毎時10分・40分／ニュース・パート2
毎時20分・50分／系列局からのニュース、天気
土日
毎時00分・30分／オープニング、ニュース・パート1
毎時10分・40分／ニュース・パート2（時間帯により現場発インサイドリポート、Catch the Worldを放送）
毎時20分／スポーツ・天気
毎時50分／列島リポート（主にその週に放送された系列局からのニュースを再構成して放送。時間帯によりスポーツ、天気、ヒトリゴトを放送）
日中の時間帯（平日14：00-17：00以外）
平日
毎時00分・30分／オープニング、ニュース・パート1
毎時15分・45分／ニュース・パート2（時間帯により系列局からのニュース、平日の12:00－17:00のうちの20分ごろ／50分ごろはJNN列島ニュース 大阪・名古屋も放送）、天気
土日
（原則として早朝の時間帯に同じ）
深夜‐早朝
- 平日

毎時00分／オープニング、ニュース・パート1
毎時15分／ニュース・パート2、天気
毎時30分／ニュース・パート3（曜日によりニュース・パート1と同じ内容の再放送の場合あり）
毎時45分／スポーツ、ニュース・パート4（主に系列局からのニュース　スポーツニュースは割愛される場合あり　曜日によりニュース・パート2・天気と同じ内容の再放送をする場合もあり）
- 土日（24時以後の日月未明を含む）

毎時00分／オープニング、ニュース・パート1
毎時15分／スポーツ、ニュース・パート2、天気（時間帯により現場発インサイドリポート、Catch the Worldを放送）
毎時30分／毎時00分からの再放送
毎時45分／列島リポート（時間帯により週末グッドライフ、またはニュース・パート2・天気と同じ内容の再放送をする場合もあり）

### キャスターの基本シフト
- 2021年4月現在、下記のシフトになっている。特記のない限り、原則、TBS NEWS専属キャスター1名で担当。
- 担当シフトは不定となっているが、夜勤・日中・夜間を各1日ずつ担当するのが基本となっている。

平日
夜勤担当:0:00 - 6:00
早朝担当:6:00 - 12:00
日中担当:12:00 - 16:00
夜間担当:16:00 - 24:00
上記のほか、ニュースの視点担当が各1名ずつ入る（祝日、年末年始除く）。
原則、1人ずつのローテーションだが、12時から16時はTBSテレビアナウンサーのローテーションとなる。
土曜・日曜・年末年始
夜勤担当:0:00 - 8:00
日中担当:8:00 - 16:00
夜間担当:16:00 - 24:00
備考
かつての2名担当の時間帯は、4:30 - 8:00のほか、19:00 - 20:00（専属キャスター+TBS局アナウンサーのコンビ）となっていた。
2013年3月までのシフトでは、火曜未明から土曜未明の0:00 - 4:30は、専属キャスター+TBSアナウンサーのコンビで担当しており、夜間のTBSアナウンサーの担当日は各曜日2名ずつで、隔週で1名が担当していた。平日の早朝担当は4:30 - 8:00、日中は8:00 - 16:00で、16時台は「ニュースバード1600」としてTBSアナウンサー2名が担当していたため、夜間担当は17:00 - となっていた。
2013年4月からの2年間のシフトでは、平日の夜勤担当は0:00 - 8:00、早朝担当は4:30 - 10:00となっていた。
局名変更前後までは4:30 - 8:00は、夜勤と早朝の2名で担当（8:00以降は早朝担当のみだが、番組自体は10:00まで放送）。0:00 - 4:30は、曜日によりTBSアナウンサーとの2名担当になる場合もあった（主に木曜未明・金曜未明）。
2013年4月以降は平日早朝担当は週交代で5日間通して出演している。

### スタジオ
同チャンネルの放送開始に合わせて、TBS放送センター内の報道局内に専用スタジオと副調整室及び業務スペースが新設され、以来基本的に同所で番組は制作されている。副調整室は同チャンネル専用のマスター設備が併設されており、事前に収録された番組やリピート番組の送出などが行われている。
放送開始当時使用していた「CSスタジオ」は、その後、隣接する業務スペース内に新設されたオープンスタジオ（BSスタジオ）と長く併用され、現在は地上波ニュースなどのインタビュー用収録スペースとして使用されている。
2009年9月時点でTBS放送センター内に唯一残るアナログSD方式のスタジオ及び副調整設備であったが、スカパー!でのHD放送に対応するため、9月20日に一旦専用スタジオと副調整室の使用を中止し、設備の更新作業に入った（更新期間中は別スタジオを代替使用）。その後、設備更新作業が完了し、11月16日から同所での放送が再開されている。

## 現在放送中の番組とコーナー
- 各番組の放送時間は、公式サイト内の「週間番組表」を参照のこと。
- 特記のない限り自主制作。

### 未明・早朝
- ウェイクアップニュース（4:00 - 8:00）
  - 火-土曜日4:00-4:45まではBS-TBS、その他一部地域の通常放送終了後のフィラー番組としても同時放送。「TBSニュースバード」も参照。

### 日中
- ストレートニュース（8:00 - 16:00）
  - 官房長官定例会見（平日 11:30 - 12:00）
    - 内閣官房長官が行う定例記者会見の模様を伝える。基本的に録画放送だが、生中継の場合もある。時間が余った場合はニュースを放送。

  - JNN列島ニュース 大阪・名古屋（月-金曜 12:00-17:00のうちの毎時20分ごろと50分ごろ　後述）
    - 注目ニュースについて、記者、専門家などを招いて解説する（残りの時間はニュース）。事前収録の場合あり。当日21:00 - 22:00再放送。

  - 　国会トークフロントライン（金曜 15:30 - 16:00）
    - TBS解説委員の川戸惠子、または石塚博久（月末を中心として月に1回程度）が現職の国会議員をゲストに迎えて行う政治トーク番組。事前収録での放送。当日23:00 - など3回再放送あり。

### 夕方・夜間
- イブニングニュース（16:00 - 21:00）
- ナイトニュース（21:00 - 23:00　火曜-木曜は22:00 - 23:00）
- ニュースの視点（火曜-木曜 21:00 - 22:00）
- ミッドナイトニュース（23:00 - 4:00　火曜日の夜（火曜日と水曜日の朝）0:00 -、木曜日と金曜日の夜23:30）

### その他
- サンデーニュース Bizスクエア→Bizスクエア（BS-TBS制作）
  - 月曜 0:00 - 1:00（BSより1日13時間遅れ[注 20]）

### 年末年始（概ね12月29日から翌年1月3日）
- 終日「TBSニュース」として統一される。
  - 毎時15分と45分からはスポーツ、天気の他、「列島リポート」の傑作選や「ヒトリゴト」の特別版を放送。過去には12月29日・30日が平日の場合は東京証券取引所からの市場中継もあった。2020年度（2020年年末～2021年年始）までは、「年末&年始バード」で統一されていた。

### コーナー
スポーツニュース
プロ野球やサッカーなど、スポーツニュースをまとめて伝える（原則として、日中以外の時間帯に放送）。
『JNNニュースの森』や『イブニング・ファイブ』が放送されていた頃は、平日のみニュースバードがJNN系列局向けのスポーツニュースを制作していたことがある。この措置は、『イブニング・ファイブ』スポーツコーナーの放送時間が固定された2008年9月28日まで行われていた。
WEATHER
気象予報士による天気コーナー。原則として平日は早朝から夜間、土日は日中から夜間の毎時25分頃と55分頃から。
原則として概ね平日の5・6・10・17・18・21・22・23時台と、土日祝日の4・5・6・7・8・9・10・11時台（2022年度まではすべての時間帯）は気象予報士1名のみ、それ以外は緊急を要するニュースや日本への影響を及ぼす台風・豪雨災害の可能性がある場合を除き当該時間帯のキャスターと2人で進行する。
気象予報士が出演する場合、時間帯により全国の天気を主要都市を収録した一枚、ないしは3等分(中四国、九州→福島県、関東、中部、近畿→北海道、福島県を除く東北)したものを放送。
深夜、早朝、および年末年始の予報士の不在時は概ね25分頃（年末年始は13分・43分ごろ）からのみで、全都道府県庁所在地・及び東京都伊豆諸島と北海道の主要都市を収録した6等分のもの(九州→中四国→近畿→中部→関東→北海道、福島県を含む東北)に分けたものを放送。なおニュースの伝える項目の少ない日、特に土曜日、日曜日の深夜から未明は時間帯により55分頃からも同じ内容の天気予報を流す場合がある。
週間天気予報も放送される。（原則として西日本=近畿～九州・沖縄→東日本=北海道～東海・北陸に分けてあり、1週間の天気と気温=深夜・早朝など気温表記なしのものもあり。時間帯によっては主要都市をまとめた1枚のみのときあり）また深夜～早朝の気象予報士が不在の時は、これに全国主要都市の日の出・日の入りの時間も発表される。
ただし、日本への影響を及ぼす台風・豪雨災害の可能性がある場合には、深夜～早朝でも気象予報士を待機させる場合がある。
現場発インサイドリポート
週末に随時。若手記者が、現場取材を通して見えた現代の課題をリポートする。
政治クリップ
週末に随時。国会の取材の裏話を国会記者会館から伝える。
CATCH THE WORLD
週末に随時。過去は平日の「さきどりニュース&天気」内のコーナー。JNN海外支局からニュースや話題を伝える。「あさいちニュース」でも再放送されたこともある。
CBCテレビ『CBCニュース』・毎日放送『MBSニュース』（平日12時台から16時台）
昼の「JNNニュース」のローカル枠の時差放送。原則として毎時20分ごろと50分ごろから。MBS→CBCの順番で放送する。
列島リポート（土・日）
JNN系列局のニュース（特に夕方のニュースワイドの時間帯）から、特集コーナーを紹介する。
特集コーナー（土曜・日中 - 月曜・早朝の列島リポートの一部時間帯）
TBSが制作した「NEWS23」「Nスタ」の特集コーナーを放送。後者は主に18時台の東京ローカルの時間で放映される生活情報系の特集「Nトク」を再編集したものが多い。
キャスター1 - 2名が毎回趣味やプライベートでの話題などを紹介。新人キャスターの自己紹介が行われることもある。
ソーシャルニュースランキング（原則として第1週の土曜日・日曜日の23：30 - 24：00）
TBS NEWSのフェイスブックサイトで公開されたニュースの視聴ランキングを月間単位でまとめて紹介する。
週末グッドライフ（土日の深夜・早朝）
主にTBSが主催するイベントの情報を伝える。

## 終了した主な番組・コーナー

### 自主制作（終了）
- ニュースバード・ダイジェスト
- TBS NEWS ワイド（TBSニュースバード・ワイド）
- みっどないとバード
- あさいちバード
- おはようバード〜phase1
- おはようバード〜phase2
- ビジネスバード
- ストレートバード
- 土曜&日曜バード
- JNNニュースバード
- JNNモーニング
- JNNイブニング
- Bird's Up Plus
- Bird's Up Today
- ドクター月尾・地球の方程式
- ニュースバード1600
- Last 10 minutes
- とれたてビデオ
- 今日は何の日
- 人〜HEAT〜
- 首相インタビュー
- 政治クリップ
- 注目会見5minutes
- 警視庁記者クラブ生中継
- ニュースクリア
- 東証アローズ中継（東証リポート）[注 22]
  - 東京証券取引所内にある東証アローズメディアセンターから、株式や為替の値動きなどを伝える。ニュースバードのキャスターが交替で担当する。夕方以降のマーケットナビのみ録画で、それ以外は生放送である。2018年3月放送終了。

オープニング・ナビ - 主に寄り付きの状況などを伝える（8:58頃から約10分間）
イレブン・ナビ - 前場の値動きを伝える（11:30から約3分間）
クロージング・ナビ - 大引けの値や1日の株価の動向などを伝える（15:00から約3分間）
マーケットリポート - 相場の1日の値動きを詳しく解説する。2013年9月より金曜日のみ東洋経済の松崎泰弘も出演し、1週間の経済の動きを解説する（16:00以降の毎時20分、金曜のみ毎時10分から。深夜は毎時15分から）
- JNN発 列島ニュース（月曜 - 金曜 20:30 - 21:00・22:30 - 23:00=再放送）
  - HBC北海道放送・TBC東北放送・BSN新潟放送・SBC信越放送・SBS静岡放送・CBCテレビ・MBS毎日放送・RSK山陽放送・RCC中国放送・RKB毎日放送で放送される夕方ローカルニュースの一部を放送[注 23]。ただし、これらの放送局が、連日放送されるとは限らない。MCはイブニングニュース・ナイトニュース担当キャスターが務める。
  - 2018年3月をもって、22時30分からの再放送が一旦終了したが、2020年1月6日放送分から再開されたが2021年3月26日をもって本放送および再放送が終了。
- わたしのヒトリゴト（第2・4週の土曜・日曜に各4回。毎時50分頃から） 2021年3月28日をもって本放送および再放送が終了。

### TBS・BS-TBS制作（終了）
- J-LEAGUE WIDE
  - 2004年まで中継していたが、2005年からTBSチャンネル1に移行。
- ビジネス・クリック（TBS地上波と同時生放送）
- 侍プロ野球・横浜ベイスターズ→横浜DeNAベイスターズ主管全試合完全中継&読売ジャイアンツ戦ビジターカードリレー中継→完全中継
  - 横浜DeNAベイスターズ（DeNA）が主催する全72試合を、原則として試合開始5分前から試合終了（EPGでは6時間後）まで完全生中継する[注 24]。
  - 横浜（当時）の主催ゲームは、2007年までは読売ジャイアンツ（巨人）戦を除いてJ SPORTS[注 25]が担当していたが、2008年より移管された。
  - 番組開始前のニュースが終わると、「侍プロ野球（対戦チームロゴ）　完全中継まもなくスタート」と書かれた静止画（アイキャッチ）を出す。
  - 2011年まで、TBS系列各局（CBCテレビ、中国放送[注 26]）が放映権を持つ中日・広島対巨人戦も同時放送していた[注 27]。2012年にこれらのゲームの中継が兄弟チャンネルのTBSチャンネル1に移った[注 28]ことで、2012年・2013年は当チャンネルで放送されるカードはDeNA主催ゲームに統一される。
  - オールスターゲームや日本シリーズも、シーズン中と同様の扱いで中継される。オールスターは試合開始前のホームランコンテストのみ生中継し、試合は当日深夜（日付上翌日未明）に3時間程度にまとめたダイジェストとして放送する（生中継は地上波で全国放送。テレ朝チャンネル2でも同様）。
  - 一部のイニングスインターバル中に、2 - 3分程度ニュースを挿入する（DeNA戦のみ）。
  - DeNA戦の中継は、TBSテレビに加え、球団も制作権及び著作権を保持しているため、球団公式の番組としても扱われる。
  - 2009年8月30日は衆議院選挙と「横浜対広島」の試合中継が重複したため、当初はTBSチャンネル1とのリレー中継（19:30を境界線として）を行うとしていたが、ニュースバードでの放送中に試合が雨天ノーゲームとなり、リレーナイターは実施されなかった。深夜となった8月31日の1 - 3時にその試合のハイライト放送と選挙開票字幕速報を並列放送する予定だったが、これもノーゲームにより実施せず、選挙速報を続けた。
  - 2014年のDeNA主管試合開幕戦（4月1日・巨人戦）からTBSチャンネル2へ移行したが、これに伴う円滑なチャンネル移行と視聴者保護の観点上の経過処置として、2014年4-5月までの横浜DeNA主管試合のうち、TBS系地上波・BS-TBSで放送が行われない16試合についてはTBSチャンネル2と並列放送する。[6]このため、イニング間（TBSチャンネル2はコマーシャル[注 29]を放送し、一部のイニング間、当チャンネルはニュースを挿入する場合有）は「2014年横浜DeNAベイスターズ公式戦中継はTBSニュースバードからTBSチャンネル2に移行致しました。TBSニュースバードでは5月まで一部主催試合を放送、6月以後はTBSチャンネル2のみで放送」との字幕が表示されている。
  - 2015年シーズンより千葉ロッテマリーンズ主催試合の中継を行ってきたが、公式サイトで「2017年度をもって終了することとなりました」と公表された（2017年12月28日付）[17]。
- 夢の扉+（土曜21:00 - 21:30→水曜23:00 - 23:30、地上波から6日→3日遅れ）
- グローバルナビフロント（BS-TBS制作）
- 時事放談（TBS製作・日曜21:00 - 22:00、地上波・BSより15時間遅れ・2018年9月まで）
  - 特選ドキュメンタリー（月曜 - 木曜 23:00 - 23:30/23:45）
    - TBS及び、その系列局が制作した番組から特集を放送。放送自体は約30分 - 45分程度で、残りはニュースの再放送。
      - 月曜「報道特集NEXT→報道特集」
      - 火曜「JNNドキュメント」
      - 木曜「JNNルポルタージュ」

  - 時代を読む（金曜 23:00 - 23:30）
    - 共同通信記者、解説委員らによるニュース解説。ニュースバードのキャスター（週交代で1名が担当）も出演するが、収録は共同通信本社にて行われる。約10分程度の放送で、残りはニュースの再放送。

  - Dooo（土・日曜 22:30 - 23:00）
    - インタビューコーナー。聞き手は徳谷柿次郎、または堀口ミイナが交互に出演。2019年9月ごろまで火-金曜日の22:30- 23:00のうちの前半15分程度放送し、残りはニュースの再放送だった。

### その他
- CBS60ミニッツ（水曜23:00 - 23:45頃、CBS制作）
- SAMURAI BASEBALL・千葉ロッテマリーンズ主催全試合完全生中継（千葉ロッテマリーンズ球団製作）
  - 2015年から[17][注 30]2017年まで[注 31]。ZOZOマリンスタジアムのベンチ裏にTBSニュースバードの広告幕が飾られてあった。ただしベイスターズ戦とは異なりTBS本体はアナウンサーの派遣を含め関与せず、映像受けのみにとどまり、主体制作はロッテ球団が行っていた。この内容は、トゥエルビ（一部試合）「BS12プロ野球中継」にも一部ネット。まれにBS-TBSやチバテレビにもネットされるが、実況だけ各局で差し替えており、映像は共有。ベイスターズ戦中継とは異なり、緊急を要するとき（天災・有事など）を除いてイニングスインターバルの間のニュースは基本的に放送せず、時刻表示も試合中は行わない。
- NY株式市況（平日）、ロイタービジネスウィークリー（土日）

ニューヨークのナスダックから、ニューヨーク証券取引所の値動きや経済に関連したトピックを伝える。おもにロイター記者の我謝京子が担当する。2020年9月に終了した。
- CBSイブニングニュース（火曜日 - 土曜日　4月 - 10月のアメリカ夏時間時は7:30 - 8:00、11月-翌年3月のアメリカ冬時間時は8:30 - 9:00に同時生放送、季節にかかわらず11:30 - 12:00に再放送。なお日・月曜は11:30 - 12:00のみ　アメリカ・CBS制作）2021年3月に打ち切った。
  - なお、本放送時においては、現地のコマーシャルタイムであるとき（再放送は概ね11:37ごろまで）に、ニュース&天気のパートから抜粋したTBSニュースを数本入れていた。

## キャスター・気象キャスター

### キャスター
| 氏名     | 就任時期   | 所属             | 前職           |
| -------- | ---------- | ---------------- | -------------- |
| 柴田文子 | 2022年04月 | セント・フォース | NHK福岡        |
| 具嶋柚月 | 2023年04月 | セント・フォース | とちぎテレビ   |
| 徳田琴美 | 2023年04月 | セント・フォース | NHK BS1        |
| 新名真愛 | 2023年04月 | セント・フォース | 青森テレビ     |
| 三上萌々 | 2023年08月 | セント・フォース | テレビ高知     |
| 今川菜緒 | 2025年05月 | セント・フォース | 岡山放送       |
| 富山詠美 | 2025年06月 | セント・フォース | 新潟テレビ21   |
| 久保円華 | 2025年07月 | セント・フォース | 静岡朝日テレビ |

#### 過去に出演したキャスター
| 氏名          | 在任期間   | 在任期間   | 所属                       | 前職                   |
| 氏名          | 就任       | 退任       | 所属                       | 前職                   |
| ------------- | ---------- | ---------- | -------------------------- | ---------------------- |
| 荒木麻里子    | 2013年04月 | 2014年09月 |                            | 静岡放送               |
| 有地佐哉香    | 2013年02月 | 2015年03月 | TBSスパークル              | 富山テレビ放送         |
| 石川奈津紀    | 2018年04月 | 2021年03月 | TBSスパークル              | NHK仙台                |
| 井上彩子      | 2000年04月 | 2001年10月 |                            |                        |
| 伊波紗友里    | 2013年10月 | 2016年10月 |                            | ラジオ沖縄             |
| 上野愛奈      | 2016年04月 | 2019年03月 | セント・フォース           |                        |
| 上野優花      | 2013年10月 | 2014年09月 | セント・フォース           |                        |
| 江口桃子      | 2001年04月 | 2005年03月 | イーグル・ベイ             |                        |
| 江連裕子      | 2000年04月 | ?          | セント・フォース           |                        |
| 大鋸友紀      | 2016年06月 | 2019年05月 | TBSスパークル              | TBSラジオ              |
| 大林奈津子    | 1998年04月 | 2000年03月 |                            |                        |
| 大村絵美      | 2007年04月 | 2009年03月 | オフィスキイワード         | 南日本放送             |
| 小川亜希子    | 2006年04月 | 2009年03月 |                            | 北陸放送               |
| 小沢尚美      | 2000年04月 | 2004年03月 | オールウェーブ・アソシエツ | テレビ山梨             |
| 尾島沙緒里    | 2016年04月 | 2019年04月 | TBSスパークル              | 山口朝日放送           |
| 鹿島千穂      | 2006年04月 | 2007年03月 |                            | 日本海テレビジョン放送 |
| 金井憧れ(1)   | 2017年04月 | 2020年09月 | TBSスパークル              | 北海道放送             |
| 金井憧れ(2)   | 2022年10月 | 2023年07月 | TBSスパークル              | 北海道放送             |
| 金井亜佐子    | 2000年05月 | 2003年03月 | セント・フォース           |                        |
| 金子由実      | 2010年01月 | 2012年12月 | TBSスパークル              |                        |
| 樺島彩        | 2016年12月 | 2020年03月 |                            | 南日本放送             |
| 釜井美由紀    | 2019年04月 | 2022年03月 | TBSスパークル              | テレビユー福島         |
| 汾陽麻衣(1)   | 2007年04月 | 2010年03月 | ホリプロ                   | NHK鹿児島              |
| 汾陽麻衣(2)   | 2010年09月 | 2013年09月 | ホリプロ                   | NHK鹿児島              |
| 菊野理沙      | 2014年09月 | 2017年09月 | TBSスパークル              | 宮崎放送               |
| 岸田彩加      | 2015年04月 | 2018年03月 | TBSスパークル              | 北海道テレビ放送       |
| 吉川淳子      | 1999年04月 | 2000年03月 |                            |                        |
| 草野真梨子    | 2010年04月 | 2013年09月 | ニチエンプロダクション     | さくらんぼテレビジョン |
| 黒木奈々      | 2007年04月 | 2011年03月 |                            |                        |
| 黒田菜月      | 2020年12月 | 2023年03月 | セント・フォース           | 静岡放送               |
| 黒塚まや      | 2009年04月 | 2013年03月 | TBSスパークル              | テレビ山梨             |
| 河野千秋      | 2019年04月 | 2021年05月 | TBSスパークル              | NHK BS1                |
| 児玉良香      | 1999年04月 | 2003年03月 |                            | 瀬戸内海放送           |
| 近藤志生里    | 2023年04月 | 2024年11月 | TBSスパークル              | 青森テレビ             |
| 坂本麻子      | 2021年04月 | 2024年03月 | TBSスパークル              | 長野放送               |
| 櫻木瑶子      | 2013年10月 | 2016年02月 |                            | NHK名古屋              |
| 笹岡樹里      | 2009年04月 | 2013年09月 | ニチエンプロダクション     | 四国放送               |
| 佐々木真奈美  | 2013年10月 | 2016年05月 | ジョイスタッフ             | 山形テレビ             |
| 佐々木一真    | 2018年07月 | 2020年03月 | テレビ朝日                 |                        |
| 佐竹美希      | 2019年06月 | 2022年03月 | BSよしもと                 | テレビ金沢             |
| 佐藤友香      | 2014年12月 | 2018年03月 | セント・フォース           | NHK宮崎                |
| 柴山延子(1)   | 1999年04月 | 2007年12月 | 圭三プロダクション         |                        |
| 柴山延子(2)   | 2008年04月 | 2009年12月 | 圭三プロダクション         |                        |
| 島ひとみ      | 2005年04月 | 2007年03月 | セント・フォース           | NHK札幌                |
| 島津久美子    | 2017年10月 | 2020年11月 | TBSスパークル              | 山陰中央テレビ         |
| 下山幸子      | 1998年04月 | ?          |                            |                        |
| 壽老麻衣      | 2018年10月 | 2023年03月 | TBSスパークル              | RKB毎日放送            |
| 城向あかり    | 2002年10月 | 2003年03月 | シー・フォルダ             |                        |
| 白澤奈緒子    | 2000年04月 | 2001年03月 | 東日本放送                 | 東日本放送             |
| 菅原美千子    | 2002年04月 | 2003年03月 | グリーンメディア           | 仙台放送               |
| 杉浦舞        | 2007年04月 | 2009年03月 | TBSスパークル              | テレビ山梨             |
| 杉本麻依      | 2013年04月 | 2016年01月 | TBSスパークル              | とちぎテレビ           |
| 曽根純恵(1)   | 2001年04月 | 2007年09月 |                            |                        |
| 曽根純恵(2)   | 2008年01月 | 2009年03月 |                            |                        |
| 田岡咲香      | 2011年10月 | 2013年03月 |                            | 中京テレビ放送         |
| 高橋知子      | 1998年04月 | 1999年03月 |                            |                        |
| 高橋万里恵    | 2009年04月 | 2010年09月 | セント・フォース           |                        |
| 高橋幸        | 2021年04月 | 2023年03月 | セント・フォース           | 鹿児島テレビ放送       |
| 滝本沙奈      | 2006年04月 | 2009年03月 | セント・フォース           |                        |
| 竹内久乃      | 2009年04月 | 2012年03月 |                            | 山形放送               |
| 田中真木子    | 2003年04月 | 2004年06月 |                            | 新潟総合テレビ         |
| 田中美都子    | 2009年04月 | 2010年08月 | TBSスパークル              |                        |
| 棚橋志乃      | ?          | ?          |                            |                        |
| 谷口智子      | 2001年10月 | 2002年03月 | TBSスパークル              |                        |
| 千葉真由佳    | 2021年06月 | 2022年09月 | TBSスパークル              | NHK青森                |
| 津島亜由子    | 1998年04月 | 1999年03月 | セント・フォース           |                        |
| 土田優香      | 2013年01月 | 2013年01月 | FIRST AGENT                | NHK仙台                |
| 樋田かおり    | 2016年12月 | 2017年03月 |                            | 中京テレビ放送         |
| 鳥越雅子      | 1998年04月 | 2000年04月 | 圭三プロダクション         |                        |
| 中澤志月      | 1999年04月 | 2003年03月 |                            |                        |
| 中澤有美子(1) | 2002年04月 | 2003年03月 | セント・フォース           | テレビ信州             |
| 中澤有美子(2) | 2004年08月 | 2007年03月 | セント・フォース           | テレビ信州             |
| 永谷裕香      | 2006年04月 | 2007年03月 | TBSスパークル              | テレビ西日本           |
| 中野知美      | 2003年04月 | 2006年03月 | TBSスパークル              | テレビユー福島         |
| 中村亜裕美    | 2007年04月 | 2010年03月 |                            |                        |
| 袴田彩会      | 2018年04月 | 2019年05月 |                            | 東北放送               |
| 平川彩佳      | 2015年10月 | 2018年09月 | TBSスパークル              | 山陰放送               |
| 深津瑠美      | 2010年04月 | 2011年09月 |                            | 岡山放送               |
| 深澤朝香      | 2023年04月 | 2025年05月 | セント・フォース           |                        |
| 福島佑理      | 2020年04月 | 2023年03月 | TBSスパークル              | NHK長野                |
| 藤田真奈美    | 2003年04月 | 2006年03月 | FIRST AGENT                |                        |
| 古川枝里子    | 2006年04月 | 2007年01月 | CBCテレビ                  |                        |
| 槙あやな      | 2013年04月 | 2016年09月 | TBSスパークル              | NHK長崎                |
| 松井陽子(1)   | 2003年04月 | 2007年03月 | TVQ九州放送                | 長崎文化放送           |
| 松井陽子(2)   | 2007年07月 | 2009年03月 | TVQ九州放送                | 長崎文化放送           |
| 松澤千晶      | 2009年04月 | 2013年03月 | ホリプロ                   | 日経CNBC               |
| 三浦茉莉      | 2010年10月 | 2013年03月 |                            | 東海テレビ放送         |
| 水野真里子    | 2003年04月 | 2006年03月 | TBSスパークル              | 北陸放送               |
| 宮本優香      | 2003年04月 | 2007年03月 |                            | 宮崎放送               |
| 八木ひとみ    | 2011年10月 | 2014年08月 | TBSスパークル              | 山口朝日放送           |
| 矢島純子      | 2022年04月 | 2023年06月 | TBSスパークル              | NHK神戸                |
| 山﨑加奈      | 2024年04月 | 2025年06月 | セント・フォース           | 静岡放送               |
| 吉村優        | 2013年04月 | 2016年03月 | セント・フォース           | 秋田放送               |
| 米澤かおり    | 2019年04月 | 2021年03月 | セント・フォース           | 岩手めんこいテレビ     |
| 好本綾子      | 1998年04月 | ?          |                            |                        |
| 分林里佳      | 2010年04月 | 2013年09月 | TBSスパークル              | 四国放送               |
| 渡辺明子      | 1998年04月 | 1999年03月 |                            |                        |

### 気象キャスター
| 氏名          | 就任時期   | 所属           |            |
| ------------- | ---------- | -------------- | ---------- |
| 石上沙織      | 2016年05月 | ウェザーマップ | 気象予報士 |
| 三ヶ尻知子(2) | 2005年03月 | ウェザーマップ | 気象予報士 |
| 與猶茉穂      | 2016年11月 | ウェザーマップ | 気象予報士 |
| 村田美紀      | 2018年04月 | ウェザーマップ | 気象予報士 |
| 及川藍        | 2019年04月 | ウェザーマップ | 気象予報士 |
| 内藤俊太郎    | 2020年04月 | ウェザーマップ | 気象予報士 |
| 丸田絵里子    | 2020年04月 | ウェザーマップ | 気象予報士 |
| 鈴木悠        | 2022年04月 | ウェザーマップ | 気象予報士 |
| 坂口愛美      | 2024年10月 | ウェザーマップ | 気象予報士 |
| 菊池真以      | 2024年10月 | ウェザーマップ | 気象予報士 |
| 福山佳那      | 2025年04月 | ウェザーマップ | 気象予報士 |

#### 過去に出演した気象キャスター
| 氏名                       | 在任期間   | 在任期間    | 所属                   |            |
| 氏名                       | 就任       | 退任        | 所属                   |            |
| -------------------------- | ---------- | ----------- | ---------------------- | ---------- |
| 江花純                     | ?          | 2005年03月  | ウェザーマップ         | 気象予報士 |
| 大野治夫                   | ?          | 2005年03月  | ウェザーマップ         | 気象予報士 |
| 岡田沙也加                 | 2015年03月 | 2016年03月  | ウェザーマップ         | 気象予報士 |
| 小川亜希子                 | 2008年07月 | 2009年03月  |                        | 気象予報士 |
| 尾崎朋美                   | 2013年10月 | 2014年03月  |                        | 気象予報士 |
| 片山美紀                   | 2016年04月 | 2018年02月  | ウェザーマップ         | 気象予報士 |
| 加藤順子                   | ?          | ?           |                        | 気象予報士 |
| 加藤祐子                   | ?          | 2007年03月  |                        | 気象予報士 |
| 河津真人(1)                | 2015年04月 | 2016年03月  | ウェザーマップ         | 気象予報士 |
| 河津真人(2)                | 2018年03月 | 2018年03月  | ウェザーマップ         | 気象予報士 |
| 國本未華                   | 2011年10月 | 2011年10月  | ウェザーマップ         | 気象予報士 |
| 久保井朝美 (岸田あさみ)(1) | 2016年03月 | 2017年03月  | ウェザーマップ         | 気象予報士 |
| 久保井朝美 (岸田あさみ)(2) | 2018年04月 | 2019年03月  | ウェザーマップ         | 気象予報士 |
| 小林正寿(1)                | 2013年04月 | 2015年03月  | ウェザーマップ         | 気象予報士 |
| 小林正寿(2)                | 2018年04月 | 2019年03月  | ウェザーマップ         | 気象予報士 |
| 斎藤義雄                   | ?          | 2006年03月  | ウェザーマップ         | 気象予報士 |
| 澤口麻理                   | 2010年10月 | 2013年03月  |                        | 気象予報士 |
| 高森いずみ                 | ?          | 2005年3月?  |                        | 気象予報士 |
| 多胡安那(1)                | 2014年05月 | 2017年03月  | ウェザーマップ         | 気象予報士 |
| 知念有美                   | 2008年04月 | 2010年09月  |                        | 気象予報士 |
| 手塚悠介                   | 2018年04月 | 2018年09月  | ウェザーマップ         | 気象予報士 |
| 橋詰尚子                   | 2000年10月 | 2003年09月  | ライフビジネスウェザー | 気象予報士 |
| 福岡良子                   | 2013年04月 | 2016年03月  | ウェザーマップ         | 気象予報士 |
| 増田雅昭                   | 2006年04月 | 2015年03月  | ウェザーマップ         | 気象予報士 |
| 松山志保                   | ?          | ?           | HBCウェザーセンター    | 気象予報士 |
| 三ヶ尻知子(1)              | 2002年09月 | 2003年09月  | ウェザーマップ         | 気象予報士 |
| 美濃岡洋子                 | ?          | ?           | ウェザーマップ         | 気象予報士 |
| 宮崎由衣子(1)              | 2017年04月 | 2017年08月  | ウェザーマップ         | 気象予報士 |
| 宮本麻衣                   | 2012年10月 | 2015年01月  | ウェザーマップ         | 気象予報士 |
| 元井美貴(1)                | 2001年?    | 2016年03月  | ウェザーマップ         | 気象予報士 |
| 弓木春奈                   | 2008年04月 | 2010年09月  |                        | 気象予報士 |
| 森朗                       | ?          | 2006年03月  | ウェザーマップ         | 気象予報士 |
| 小野裕子                   | 2018年04月 | 2019年03月  | ウェザーマップ         | 気象予報士 |
| 中村美公                   | 2015年03月 | 2020年03月  | ウェザーマップ         | 気象予報士 |
| 杉山真理                   | 2019年04月 | 2020年03月  | ウェザーマップ         | 気象予報士 |
| 池田沙耶香                 | 2019年04月 | 2020年03月  | ウェザーマップ         | 気象予報士 |
| 宮崎由衣子(2)              | 2019年04月 | 2021年03月  | ウェザーマップ         | 気象予報士 |
| 元井美貴(2)                | 2018年04月 | 2021年09月  | ウェザーマップ         | 気象予報士 |
| 柴本愛沙                   | 2019年04月 | 2021年10月? | ウェザーマップ         | 気象予報士 |
| 達淳一                     | 2015年07月 | 2022年03月  | ウェザーマップ         | 気象予報士 |
| 小林雅美                   | 2021年05月 | 2024年      | ウェザーマップ         | 気象予報士 |
| 真壁京子                   | ?          | 2024年12月? | ウェザーマップ         | 気象予報士 |
| 多胡安那(2)                | 2018年04月 | 2025年03月  | ウェザーマップ         | 気象予報士 |

## フィラーなどで放送しているテレビ局
CS放送などにおけるチャンネルのみならず、JNN系列各局でも未明帯の放送休止時間を利用して同時放送を行っている。ただし、あくまでもフィラー（空白となる時間の穴埋め）という扱いであるため、曜日や季節によって放送時間に違いが生じている。また大地震発生の際には、地震のあった地域の系列局が報道特別番組としてサイマル放送をする場合がある。
TBSテレビ以外の各局はCS再送信ネットであり、TBSテレビ以外の地上波各局では、衛星回線により再送信している関係で3 - 4秒程度の時差が生じる。ニュースバード→TBS NEWSのハイビジョン化から地上デジタル放送への完全移行が完了するまでの間は、系列局の設備状況により超額縁放送となっていた時期があった。
スカパー!などのプラットフォームのメンテナンスにより停波する場合でも、衛星回線への裏送りにより通常通り放送される。ただし、ニュースバード→TBS NEWS自体の設備のメンテナンス日はこの限りではない。
以下でいう「放送終了」は、放送日付上（実際は前日付け）の深夜定時放送終了（コールサイン送出）時刻を指す。フィラー扱いで時刻が掲載されている局でも、特番や臨時ニュース、スポーツ中継の延長放送などによって終了時刻が変更になった場合は開始時刻の繰り下げや、途中での飛び乗りを極力避けるために15分区切りで別のフィラーを放送する場合や、翌日付早朝放送開始までの時間的な余裕がない場合は放送休止となる場合がある。特に月曜未明の放送を、放送設備保守のため局によって休止にするところもある。また月曜から金曜が同時間帯に放送される場合は（平日）としてまとめてある。なお、番組表の記載については、特記がない場合は『TBS NEWS』と記載されている。
『TBS NEWS』を放送している地上波の放送局でもCS放送と同様に時刻表示を行っている。基本的にはCS放送から送出されている時刻をそのまま表示しているが、TBS系列の「番組（ネット）送出原則禁止」という時刻表示運用ルールに従い各局別（ローカル）送出を実施している局もある（CSで送出済みのため、この場合は時刻表示が差し替えられる）。
TBSテレビ（関東広域圏〈東京都・神奈川県・千葉県・埼玉県・茨城県・栃木県・群馬県〉、早朝定時番組扱い）
- （平日）3:30 - 4:30（開始時間が変動の場合あり）
- （土曜）4:00 - 4:45
- （日曜）4:00 - 5:00

関東ローカルとしての放送はTBS NEWS (テレビ番組)も参照。
毎月2回日曜日（原則として第2・第4日曜日）は『TBSレビュー』が、原則として毎月第3土曜日の翌日曜日は『落語研究会』がそれぞれ組まれるため、放送時間の短縮または休止となる場合がある。
長年4時台に定時番組として放送されていたが、2015年3月30日から自社制作の情報番組『はやドキ!』（4:00 - 5:25→4:25 - 6:00）開始に伴い、同年3月27日を以て平日4時台の定時放送が一旦終了となったが、2020年1月6日より『はやドキ!』が4:25からの開始となった事に従い、4時台の定時放送が復活する形となった。2021年9月30日をもって『はやドキ!』の放送が終了し、2021年10月1日から同番組の後継番組『THE TIME'』（4:30 - 5:20）開始に伴い、本番組の平日の放送終了時刻を5分拡大・繰り下げて放送される形となった。定時放送が一旦終了となった一時期はスポーツ中継の延長枠確保等に伴う臨時のフィラーも平日は放送されなくなり、放送休止時間帯が生じる日もあった。後に平日も帯で3時台終盤にフィラー放送を行なうが、編成の都合で放送されない日もある。
HBC北海道放送（フィラー扱い）
- （月曜、火曜）放送終了 - 4:05
- （水曜 - 金曜）放送終了 - 4:20
- （土曜）放送終了 - 4:30
- （日曜）放送終了 - 4:00

2000年4月4日より放送開始。番組表では『ニュース』と記載されている。
当初は定時番組として放送され、2002年4月よりフィラー放送に移行された。
北海道内全域で放送されているが、一部地域のみで休止する日がある。
フィラー中はL字型画面とし、道内の天気予報を表示する（ワンセグは除く）。
道内全域でフィラーを休止する日や、スポーツ中継の延長等で休止時間が短い場合は、お天気カメラの映像を放送開始まで流す。
ATV青森テレビ（定時番組扱い）
- （平日）3:30 - 3:48
- （土曜）原則として放送なし
- （日曜）3:30 - 3:58

当初は定時番組として放送されていたが、ATVでの終夜放送開始に従い、フィラー放送に移行された。番組表では『TBSニュース』と記載されている。
原則として毎月最終日（暦日上は翌月1日。ただし12月31日の場合は終夜放送する為、2013年までは翌年1月3日 = 暦日上は1月4日・2014年からは1月1日 = 暦日上は1月2日）のみ緊急警報放送の試験信号放送のため、上記の時間より1分早く終了する。
2012年1月11日から放送機器の保守点検により、日曜日未明（土曜深夜 - 日曜早朝、休止の週あり）のみに縮小していたが、4月より全曜日に戻った。
UTYテレビ山梨（フィラー扱い）
- （平日）放送終了（3:00以降）- 4:20
- （土曜）放送終了（3:00以降）- 4:00
- （日曜）放送終了（3:00以降）- 4:15

2002年4月より放送開始。番組表では『TBSニュース』と記載されている。
CBCテレビ（中京広域圏〈愛知県・岐阜県・三重県〉）
- （月曜）放送終了 - 3:38、4:00 - 4:30
- （火曜 - 金曜）放送終了 - 4:30
- （土曜）放送終了 - 4:55
- （日曜）放送終了 - 4:10

2020年1月6日より『はやドキ!』が4:25からの開始となった事に従い、平日の4時台（4:00 - 4:25）に定時番組扱いとして、それ以外はフィラー扱いとして放送。
フィラーは通常編成時10分程度の放送となることが多い。
CSのCM中は、CBCテレビの番組宣伝に差し替えられる。
日によっては天気予報やイベント情報等の別のフィラーを行うため、休止となる場合がある。
2006年3月から2008年3月まで、火曜日は『時事放談』を放送するためフィラーのみ、2009年3月までは金曜日もフィラーのみとなっていた。2008年4月より『早ズバッ!ナマたまご』→『はやチャン!』→『はやドキ!』をネットするため、定時放送（5時台）の時間が短くなり、2015年5月より定時放送が一旦終了となりフィラーのみとなっていたが、上記で表記した通り定時放送が復活する形となった。
2021年9月30日をもって『はやドキ!』の放送が終了し、2021年10月1日から同番組の後継番組『THE TIME'』（4:30 - 5:20）開始に伴い、本番組の平日の放送終了時刻を5分拡大・繰り下げて放送される形となった。
MBS毎日放送（近畿広域圏〈大阪府・京都府・奈良県・和歌山県・兵庫県・滋賀県〉、フィラー扱い）
- （平日）放送終了 - 4:30（休止または時間変動の場合あり）
- （土曜）放送終了 - 4:25、5:20 - 5:30（休止または時間変動の場合あり）
- （日曜）放送終了 - 5:30（原則として第1週は5:40まで）（休止または時間変動の場合あり）

当初は定時番組として放送され、2004年8月より終夜放送開始に従い、フィラー放送に移行された。

曜日を問わず、特別編成により番組が埋まった場合は休止となる。
月曜は定時番組扱いで4:30 - 5:00の放送だったが、2019年12月より終夜放送となった。ただし日によってはメンテナンスにより休止の場合がある。
CSのCM中は、MBSテレビのイベント宣伝に差し替えられる。
2012年7月4日未明（3日深夜）に、自社制作番組の『ソガのプワジ』の出演者が暴力事件で逮捕され、同番組が急遽休止となったため、予定より23分早い3:07からの放送となった。
CSで字幕放送が行われるようになった2018年9月26日からは、フィラーでも字幕放送が行われることがあるが、番組表に「[字]」マークの表示はない。
2021年9月30日をもって『はやドキ!』の放送が終了し、2021年10月1日から同番組の後継番組『THE TIME'』（4:30 - 5:20）開始に伴い、本番組の月曜の放送終了時刻を30分縮小・繰り上げ、火曜 - 木曜は20分拡大・繰り下げて放送される形となった。その1週間後の10月8日からは火曜 - 金曜、2022年7月から2023年3月までは火曜・水曜・金曜）の放送を行わず、通常番組やテレビショッピングなどを通常時の編成とし、そのまま翌日付の早朝番組『THE TIME'』に接続しているため、フィラーは原則上記で表記した曜日のみの放送となっていた。
BSS山陰放送（鳥取県・島根県。定時番組扱い）
- （平日）放送終了（3:00以降） - 4:00
- （土曜）放送終了（3:00以降） - 4:30
- （日曜）放送終了（3:00以降） - 4:00

2020年3月31日より放送開始。番組表では『TBSニュース』と記載されている。
月に数回は保守点検ないし小規模工事により休止の場合がある。
前日の定時番組が3:00よりも前に終了した場合でも、一旦放送休止時間帯（天気予報〈フィラー〉）が設けられてからの開始となるため、3:00より前から放送することはない。前日の定時番組が3:00を過ぎて終了した場合はすぐに当番組を放送する。
RCC中国放送（広島県。フィラー扱い）
- （月曜）放送終了 - 4:18（休止の場合あり）
- （火曜 - 金曜）原則として放送なし（不定期に放送される場合あり）
- （土曜）放送終了 - 4:25（休止または時間変動の場合あり）
- （日曜）放送終了 - 4:40（休止または時間変動の場合あり）

2005年4月より放送開始。番組表では『JNN NEWS』と記載されている。
当初はフィラーとして編成されていたが、現在はテレビショッピング、または自社製作などの再放送番組（『イマナマ!』の再放送など）を通常時の編成としている曜日もあり、そのまま翌日付の早朝番組に接続しているため、フィラーは原則上記で表記した曜日のみの放送となっている。
tysテレビ山口（フィラー扱い）
- （月曜）放送終了 - 4:25
- （火曜 - 金曜）放送終了 - 4:30
- （土曜）放送終了 - 4:00
- （日曜）放送終了 - 4:30（原則として第1週は4:25まで）

2000年4月より放送開始。
当初は定時番組として放送され、2003年10月より終夜放送開始に従い、フィラー放送に移行された。
KUTVテレビ高知（フィラー扱い）
- （平日）放送終了（3:00以降）- 4:20
- （土曜）放送終了（3:00以降）- 4:00
- （日曜）放送終了（3:00以降）- 4:45

終夜放送化した2015年4月1日より放送再開。
過去に定時番組として放送されていた時期がある。
RKB毎日放送（福岡県）
- （平日、土曜、日曜）放送終了 - 4:00

当初は定時番組として放送されていたが、2002年4月より定時放送に加え、フィラーとしても放送。番組表では『ニュース』と記載されている。
フィラー開始前は『ウェザー』（天気予報）を流し、番組の途中から飛び乗りしないように調整されている。
月曜未明（日曜深夜）はメンテナンスにより休止の場合がある。2014年4月からは『はやチャン!』→『はやドキ!』のネット開始により、5時台の定時放送は廃止となる。
2021年9月30日をもって『はやドキ!』の放送が終了し、2021年10月1日から同番組の後継番組『THE TIME'』（4:30 - 5:20）開始に伴い、本番組の月曜 4:00 - 4:25と火曜 - 金曜の4:30 - 5:00の放送を打ち切る形となった。
BS-TBS（2Kのみ。定時番組扱い）
- （月曜 - 土曜）4:00 - 4:45

番組表は『朝一番BS-TBSニュース』と記載しているが、ニュースバード→TBS NEWSと同様「ミッドナイトニュース」の再放送および「さきどりニュース（&天気）」の本放送である。
2013年9月30日までは月曜 - 金曜 7:00 - 8:00に『BS-TBSニュース』の名義で放送を行っていた。『ニュースバード』→『TBS NEWS』と同じく「あさいちニュース」の再放送だったが、かつては前半は生放送で、後半は緊急時を除いて前半部の再放送となっていた。夏季は月曜日早朝を除き7:30で終了となり、後半に『CBSイブニングニュース』を同時放送した（冬季は1時間遅い8:30開始となるため、BS-TBSはネットしなかった）。10月1日に行われた秋季番組改編で7時台に「おはよう!韓国ドラマ」を新設する都合により、4時台に繰り上げとなった。ただし2016年までは月曜に限り、3:00 - 5:00にJリーグの録画中継放送時は休止した。
2009年9月18日までは超額縁放送だったが、翌9月21日にニュースバード→TBS NEWSのハイビジョン化が行われたため、同日以降は一部を除いてハイビジョン放送となった。
BS-i時代の末期（2009年3月6日以降）は放送されず、「BS-TBS」に局名を変更した直後の4月2日より再開した。
2018年12月1日10:00開局のBS-TBS 4Kでは4時台は放送休止時間帯にあてられるため、放送していない。
BS-TBS 4K（4Kのみ。定時番組扱い）
- （土曜・日曜）5:00 - 5:30

字幕放送実施。番組表では『TBSニュース』と記載されている。
第3週もしくは第4週のみ、2Kでもサイマル放送を行う場合がある。

### 過去に放送していた系列局
- IBC岩手放送 : 直近では2018年3月5日から月曜・火曜に限り定時放送を再開、2019年4月30日に火曜、2020年3月30日に月曜の定時放送を終了。2007年4月3日（2日深夜）から2008年9月29日（28日深夜）までの間は定時放送に加え、午前3時台にフィラーとしても放送。定時放送としては『JNNニュースバード』時代の1999年1月から平日朝5時台の時間帯で15分番組として構成されていた。
- TBC東北放送（宮城県） : 定時放送。
- TUYテレビユー山形 : 2007年10月から2009年3月までフィラーとして放送。
- SBC信越放送（長野県） : 定時放送。
- BSN新潟放送 : 2014年5月1日より放送。過去に定時番組として放送されていた時期がある。前日の定時番組が3:00よりも前に終了した場合でも、3:00までは『映像BSNコレクション』（県内の四季の風景映像）を流して調整されるため、フィラーを3:00より前から放送することはない。前日の定時番組が3:00を過ぎて終了した場合は時間調整をせず、そのままフィラーに移行されるが、編成上の都合により開始時間が繰り下がる場合がある。日によっては上記の『映像BSNコレクション』(途中、自社の企画宣伝や番組宣伝のCMを挟みながら放送)を上記時間帯のフィラーとして放送される場合がある。2021年8月1日で一旦打ち切り。
- SBS静岡放送 : 2016年10月から『はやドキ!』のネット開始に伴い、同年9月で打ち切り。
- TUTチューリップテレビ（富山県）: 2018年4月2日から『はやドキ!』のネット開始に伴い、同年3月31日で打ち切り[21]。
- MRO北陸放送（石川県） : 定時放送。
- RSK山陽放送[注 43]（岡山県・香川県）: 台風の接近時などは、フィラーとして放送する場合がある。2020年9月26日で一旦打ち切り。
- itvあいテレビ（愛媛県）: 終夜放送化した2007年4月より放送開始。前日の定時番組が3:00よりも前に終了した場合でも、一旦放送休止時間帯（カラーバー（試験電波））が設けられてからの開始となるため、フィラーを3:00より前から放送することはない。前日の定時番組が3:00を過ぎて終了した場合はすぐにフィラーに移行される。2022年4月1日で一旦打ち切りとなり、現在は3時台に別のフィラーである天気予報（県内各地のピンポイント天気や、気象衛星・アメダス・全国の天気などを交互に放送）、4時台は通販番組が編成されている。
- NBC長崎放送 : 定時放送。
- MBC南日本放送（鹿児島県） : 定時放送。

いずれの放送局も夜間から明け方にかけての時間帯で、重大ニュースや台風などの災害が見込まれる場合や選挙特番の場合などは、臨時に終夜放送で『TBS NEWS』を放送する場合もある。

## 東北地方太平洋沖地震（東日本大震災）発生による特別態勢
2011年3月11日に東北地方太平洋沖地震（東日本大震災）が発生した際は、地上波やBS-TBSと共に開局以来最大規模の特別態勢が執られた。発生直後から地上波との同時放送を始め、15日までの5日近くにわたって震災に特化した報道を続けた。
深夜はニュースバードが制作を担当し、チャンネル専属キャスターに加えて升田尚宏アナウンサーが交代で出演した。15日（BS-TBSは14日）に通常編成へ戻ってからも、20日頃までは朝の時間帯以外も2人のキャスターが出演していた。
発生後の夕方から同月19日の9:00にかけて、スカパー!の全サービス（当時のSD・HD・e2・光）や複数の動画配信サイトにて無料放送（配信）を実施し、YouTubeやUstreamでは18日15:00まで行われた。
JNN系列局の一部では深夜から未明以外の時間帯にも同時放送が行われた。以下にその事例を挙げた。
TBSテレビ
- 15 - 18日未明については一部の通常番組を休止して、早い日では1:00前から放送した日があった。

青森テレビ
- 『気象情報』を含む深夜から早朝のレギュラー番組を全て休止し、3月27日まで早朝3:00前から5:15または5:30まで放送していた[23]。

IBC岩手放送
- 11日以降、毎日午後に定時番組扱いで臨時に放送した（13時台 - 15時台、土曜は12時台と17時台、日曜は10時台・11時台も。CMの放送再開後、CMは差し替え）。未明のフィラー放送も臨時に復活させ、早朝の各ワイド番組にステーションブレイクなしで接続していた（平日は5:30、土曜は5:45、日曜は6:45まで。CMもそのまま放送）。
- L字型文字情報は地デジフルセグ画面とアナログ画面ではローカル差し替えで青地を用いて岩手県内の情報を流していた（JNN地上波番組放送時は緑地のTBS発L字画面部を青地の岩手ローカル情報に差し替え、ニュースバード放送時は緑地のTBS発L字画面を内側に寄せて本編画面サイズを縮め、緑地L字画面の左下に青地の岩手ローカル情報L字画面を並列表示している）が、ワンセグのL字文字情報は緑地の首都圏・全国情報をそのまま流していた（IBC自社制作番組はワンセグのL字文字情報表示無し）。

テレビユー福島
- 普段は同時放送を実施していないが、急きょ実施。全国ネットの番組がない10時台や14〜16時台、それに深夜帯で行われた。16日はゴールデン・プライムタイムの20 - 22時台にも放送された。
- JR福島駅西口のマルチビジョンでは平時からニュースバードを放送している。

東北放送・テレビユー山形・新潟放送ほか一部の系列局
- 上記の各局(ただし新潟放送は2014年5月1日よりフィラー放送を開始した)は普段はフィラー放送を行っていないが、期間限定で実施した（新潟放送・テレビユー山形は3月21日まで）。

BS-TBS
- 普段の平日朝7時台に加えて、4月1日まで3:00 - 5:00にも定時番組扱いで臨時放送していた（番組表では『TBS NEWS BIRD』と記載）。